# Ruslan Fedotenko
Ruslan Wiktorowytsch Fedotenko (ukrainisch Руслан Вікторович Федотенко, russisch Руслан Викторович Федотенко/Ruslan Wiktorowitsch Fedotenko; * 18. Januar 1979 in Kiew, Ukrainische SSR) ist ein ehemaliger ukrainischer Eishockeyspieler. Der linke Flügelstürmer absolvierte 971 Spiele für die Philadelphia Flyers, Tampa Bay Lightning, New York Islanders, Pittsburgh Penguins und New York Rangers in der National Hockey League (NHL). Dabei gewann Fedotenko sowohl im Jahr 2004 mit den Tampa Bay Lightning als auch 2009 mit den Pittsburgh Penguins den Stanley Cup.

## Karriere

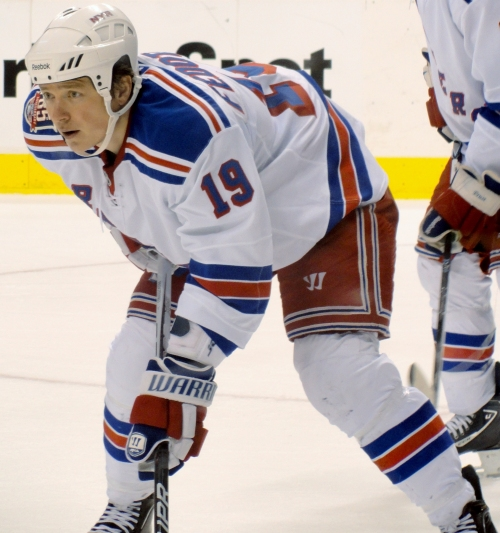
Fedotenko im Trikot der New York Rangers (2012)

Fedotenko verließ schon früh seinen Heimatverein HK Sokil Kiew in Richtung Finnland, wo er für die Junioren des TPS Turku spielte. Parallel war er für Kiekko-67 Turku in der zweiten finnischen Liga aktiv. Mit 18 Jahren wechselte er im Sommer 1997 nach Nordamerika. Nach Einsätzen in verschiedenen Nachwuchsmannschaften in der Saskatchewan Junior Hockey League (SJHL) und United States Hockey League (USHL) unterschrieb er im August 1999 einen Profivertrag bei den Philadelphia Flyers aus der National Hockey League (NHL).
Die Flyers setzen ihn im ersten Jahr in der East Coast Hockey League (ECHL) bei den Trenton Titans, vor allem jedoch in der American Hockey League (AHL) bei den Philadelphia Phantoms ein. Gute Leistungen dort halfen ihm, sich einen Platz im Kader der Flyers für die Saison 2000/01 zu erkämpfen. Nach einer überzeugenden Rookiesaison verlief auch die folgende Spielzeit erfolgreich. Ein Höhepunkt seiner Karriere war die Teilnahme an den Olympischen Winterspielen 2002 in Salt Lake City für sein Heimatland. Im Sommer 2002 gaben ihn die Flyers an die Tampa Bay Lightning ab. Dort wurde er in der Saison 2003/04 der erste ukrainischer Stanley-Cup-Gewinner. Als sein Team das entscheidende Spiel mit 2:1 gewinnen konnte, erzielte er beide Treffer.
Nach zwei weiteren Spielzeiten in Tampa unterzeichnete Fedotenko im Sommer 2007 einen Vertrag bei den New York Islanders. Auch dort avancierte der Stürmer zu einer festen Größe im Angriff. Vor der Saison 2008/09 unterzeichnete er einen Vertrag bei den Pittsburgh Penguins, mit denen er in seiner ersten Saison auf Anhieb den Stanley Cup gewinnen konnte. Im Oktober 2010 unterschrieb der Ukrainer einen Vertrag bei den New York Rangers. Als Free Agent wurde er im Juli 2012 von den Philadelphia Flyers mit einem Einjahresvertrag ausgestattet.
Aufgrund des NHL-Lockouts spielte Fedotenko zwischen September 2012 und Januar 2013 für den HK Donbass Donezk in der Kontinentalen Hockey-Liga (KHL), anschließend kehrte er zu den Flyers zurück. In der Saison 2013/14 spielte er erneut für Donbass Donezk in der KHL, wobei er als Mannschaftskapitän auflief. Im September 2014 absolvierte Fedotenko ein Probetraining bei den New Jersey Devils, das jedoch nicht in einen Vertrag mündete. Im Januar 2015 wurde er von den Iowa Wild aus der AHL bis zum Ende der Saison 2014/15 unter Vertrag genommen, in dessen Folge dieser Vertrag um ein weiteres Jahr verlängert wurde. Im Anschluss gab der 37-Jährige im Oktober 2016 das Ende seiner aktiven Karriere bekannt.

## Erfolge und Auszeichnungen
- 1997 Finnischer U18-Juniorenmeister mit TPS Turku
- 1999 USHL First All-Star Team
- 2004 Stanley-Cup-Gewinn mit den Tampa Bay Lightning
- 2009 Stanley-Cup-Gewinn mit den Pittsburgh Penguins

### International
- 1996 Aufstieg in die A-Gruppe bei der U18-Junioren-B-Europameisterschaft

## Karrierestatistik

### International
Vertrat die Ukraine bei:
| - Junioren-Weltmeisterschaft 1996 - U18-Junioren-B-Europameisterschaft 1996 - Junioren-B-Weltmeisterschaft 1997 | - U18-Junioren-Europameisterschaft 1997 - Olympischen Winterspielen 2002 - Vorqualifikationsturnier für die Olympischen Winterspiele 2014 |

(Legende zur Spielerstatistik: Sp oder GP = absolvierte Spiele; T oder G = erzielte Tore; V oder A = erzielte Assists; Pkt oder Pts = erzielte Scorerpunkte; SM oder PIM = erhaltene Strafminuten; +/− = Plus/Minus-Bilanz; PP = erzielte Überzahltore; SH = erzielte Unterzahltore; GW = erzielte Siegtore; 1 Play-downs/Relegation; Kursiv: Statistik nicht vollständig)